# Albert Gustaf Dahlman

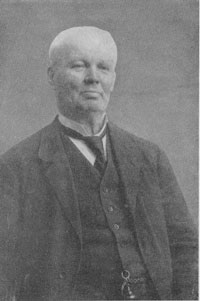
Albert Gustaf Dalman

Albert Gustaf Dahlman (* 17. Februar 1848 in Norberg, Gemeinde Norberg als Anders Gustaf Dalman; † 30. Juli 1920 in Stockholm) war von 1885 bis zu seinem Lebensende ein schwedischer Scharfrichter und der letzte, der ein Todesurteil in Schweden vollzogen hat.

## Leben
Dalman entstammte einer Familie von Handwerkern und Bauern. Sein Großvater war Schuhmacher und sein Vater war Landwirt, beide gehörten dem Mittelstand an. Nach seiner Militärlaufbahn – er war seit 1868 im Västmanland-Regiment stationiert und erreichte den Dienstgrad eines Unteroffiziers – wurde Dahlman am 5. August 1885 als Scharfrichter der Hauptstadt Stockholm sowie der Provinz Stockholms län eingesetzt. Von 1887 an war er der einzige Scharfrichter in Schweden, nachdem Per Petter Christiansson Steineck in die Vereinigten Staaten ausgewandert war.
Bis ins 17. Jahrhundert hinein war der Henker ein Gemeindebeamter, der vom Bürgermeister oder dem Rat der Stadt ernannt wurde. Auf Befehl König Christians II. sollte jede Stadt einen eigenen Henker haben. Die Zahl der Henker verringerte sich und ihre Zuständigkeitsbereiche wurden größer. Im 19. Jahrhundert wurde aus dem Henker schließlich ein Beamter, der teilweise im gesamten Land eingesetzt wurde. Dalman war am Beginn seiner Amtszeit nur in Stockholm und im Landkreis Västmanland tätig. Später war er auch für die Grafschaften Gotland, Kalmar, Gävleborg, Jämtland, Västernorrland und Blekinge zuständig und er verrichtete seine Dienste auch in anderen Teilen Schwedens. Dalman verdiente rund 1700 Kronen im Jahr. In den letzten zehn Jahren seiner Anstellung als Scharfrichter wurden keine Hinrichtungen mehr ausgeführt. Im Jahr nach seinem Tod wurde die Todesstrafe für Verbrechen in Friedenszeiten abgeschafft, im Jahr 1973 auch für Verbrechen in Kriegszeiten.
Sein äußeres Erscheinungsbild wurde wie folgt beschrieben:

”Hans ansigte är slätrakadt, det gråa håret uppstruket, och hans drag påminna mycket starkt om en viss Göteborgssenators, […] och nan verkar som en något trött gentleman på gränsen till ålderdomen. Ett vänligt och tillgängligt väsen afspeglas i hans fysiognomi och hans blick, då han ler.”

„Sein Gesicht ist glatt rasiert, sein graues Haar ist glatt und seine Gesichtszüge erinnern sehr an einen gewissen Göteborger Senator, […] der wie ein etwas müder Gentleman am Rande des Alters wirkt. Ein freundliches und zugängliches Wesen spiegelt sich in seiner Physiognomie und seinem Blick wider, wenn er lächelt.“

Über seine Arbeit sagte Dalman in einem Interview.

”Jag stiger upp, dricker en kopp kaffe, gör min sak och äter därefter frukost med god smak. Så snart jag huggit och sett, att jag huggit rätt, går jag.”

„Ich stehe auf, trinke eine Tasse Kaffee, mache mein Ding und frühstücke dann mit gutem Geschmack. Sobald ich geschnitten habe und gesehen habe, dass ich richtig geschnitten habe, gehe ich.“

## Vollstreckungen

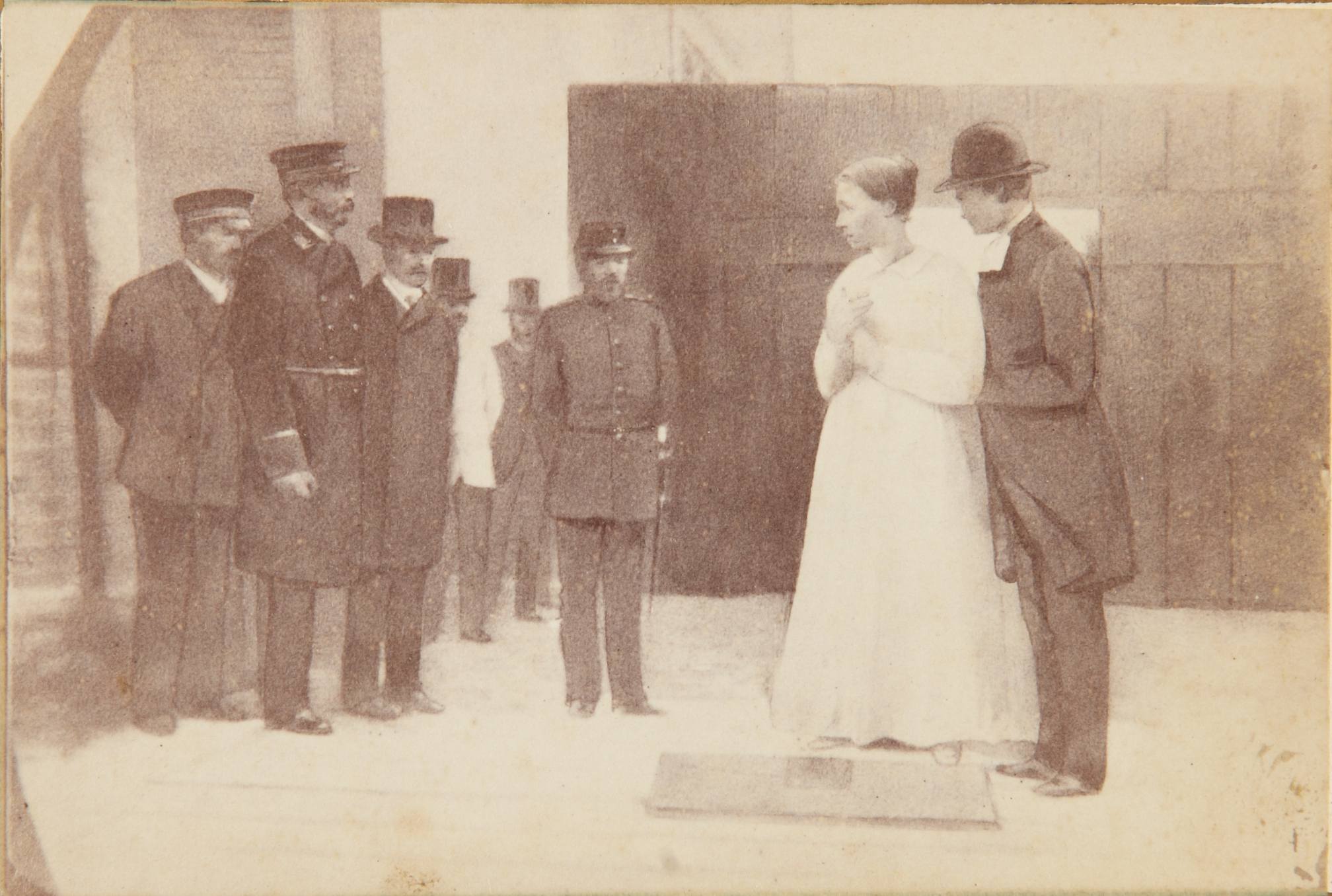
Dahlman (links außen) kurz vor der Hinrichtung von Anna Månsdotter am 7. August 1890

Dahlman führte die letzten sechs Hinrichtungen in Schweden aus, fünf mit dem Henkersbeil und eine mit der Guillotine.
- 7. August 1890 – Hinrichtung von Anna Månsdotter in Kristianstad (Mörderin von Yngsjö).
- 17. März 1893 – Hinrichtung von Per Johan Pettersson in Gävle (auch bekannt als Alpha-Killer).
- 5. Juli 1900 – Hinrichtung von Julius Sallrot in Karlskrona.
- 23. August 1900 – Hinrichtung von Lars Nilsson in Malmö.
- 10. Dezember 1900 – Hinrichtung von Johan Filip Nordlund in Västerås.
- 23. November 1910 – Hinrichtung von Alfred Ander in Stockholm mit der Guillotine.

Über seine erste Hinrichtung der Mörderin von Yngsjö sagte er, sie habe ihm viel Ärger bereitet, da sie ständig versuchte aufzuspringen. Sein Helfer musste sie gewaltsam nach unten drücken, aber sie wehrte sich und blieb nicht still liegen, so dass der Schlag mit der Axt schräg aufkam und ihren Unterkiefer traf. Dahlman musste dann zwei weitere Schläge ausführen, bevor ihr Kopf abfiel.